# Apolepis
Apolepis is een geslacht van kevers uit de familie bladkevers (Chrysomelidae).
De wetenschappelijke naam van het geslacht werd in 1863 gepubliceerd door Joseph Sugar Baly.

## Soorten
- Apolepis philippina Medvedev, 2002